# Jonathan Clegg
Jonathan Clegg –conocido como Jono Clegg– (Rendsburg, RFA, 14 de julio de 1989) es un deportista británico que compitió en remo.
Ganó dos medallas de bronce en el Campeonato Mundial de Remo, en los años 2013 y 2014, y tres medallas de plata en el Campeonato Europeo de Remo entre los años 2012 y 2016.
Participó en los Juegos Olímpicos de Río de Janeiro 2016, ocupando el séptimo lugar en la prueba de cuatro sin timonel ligero.

## Palmarés internacional
| Campeonato Mundial | Campeonato Mundial       | Campeonato Mundial | Campeonato Mundial        |
| Año                | Lugar                    | Medalla            | Prueba                    |
| ------------------ | ------------------------ | ------------------ | ------------------------- |
| 2013               | Chungju (Corea del Sur)  | Medalla de bronce  | Cuatro sin timonel ligero |
| 2014               | Ámsterdam (Países Bajos) | Medalla de bronce  | Dos sin timonel ligero    |
| Campeonato Europeo |                          |                    |                           |
| Año                | Lugar                    | Medalla            | Prueba                    |
| 2012               | Varese (Italia)          | Medalla de plata   | Cuatro sin timonel ligero |
| 2014               | Belgrado (Serbia)        | Medalla de plata   | Dos sin timonel ligero    |
| 2016               | Brandeburgo (Alemania)   | Medalla de plata   | Cuatro sin timonel ligero |